# Engyprosopon natalensis
Engyprosopon natalensis är en fiskart som beskrevs av Regan 1920. Engyprosopon natalensis ingår i släktet Engyprosopon och familjen tungevarsfiskar. Inga underarter finns listade i Catalogue of Life.